# 土市郵便局
土市郵便局（どいちゆうびんきょく）は新潟県十日町市にある郵便局である。民営化前の分類では集配特定郵便局であった（現在は集配機能を廃止）。

## 概要
住所：〒949-8551 新潟県十日町市馬場丁1682-13

## 沿革
- 1935年（昭和10年）7月26日 - 開局。
- 1953年（昭和28年）11月1日 - 越後水沢郵便局より移管を受け、集配業務を開始[1]。
- 1958年（昭和33年）5月1日 - 越後水沢郵便局より電話交換事務を移管。
- 1972年（昭和47年）1月14日 - 電話交換および和文電報配達業務を十日町電報電話局に移管。
- 2007年（平成19年）10月1日 - 民営化に伴い、併設された郵便事業十日町支店土市集配センターに一部業務を移管。
- 2012年（平成24年）10月1日 - 日本郵便株式会社発足に伴い、郵便事業十日町支店土市集配センターを土市郵便局に統合。
- 2015年（平成27年）7月6日 - 十日町郵便局へ集配業務を移管、無集配局となる。

## 取扱内容
- 郵便、印紙、ゆうパック、内容証明
- 貯金、為替、振替、振込、国債
- 生命保険、バイク自賠責保険
- ゆうちょ銀行ATM

## 周辺
- 十日町市役所水沢出張所
- 十日町市立水沢小学校
- 信濃川

## アクセス
- JR飯山線 土市駅から徒歩約7分
- 南越後観光バス 学校前停留所下車
- 関越自動車道 六日町ICから西へ約18km
- 国道117号沿い
- 駐車場あり：7台